# 上凯尔
上凯尔是德国莱茵兰-普法尔茨州的一个市镇。总面积24.26平方公里，总人口595人，其中男性294人，女性301人（2011年12月31日），人口密度為每平方公里25人。